# Guanosine diphosphate mannose
Guanosine diphosphate mannose hoặc GDP-mannose là một loại đường nucleotide được dùng làm chất nền cho phản ứng glycosyltransferase trong quá trình trao đổi chất. Hợp chất này là chất nền cho các loại enzym có tên là các mannosyltransferase.
Được biết đến như là nguồn cung cấp mannose hoạt hóa trong tất cả các phản ứng glycolytic, GDP-mannose là một hợp chất vô cùng thiết yếu đối với các loài sinh vật nhân chuẩn.

## Sinh tổng hợp
GDP-mannose được sản sinh từ GTP và mannose-6-phosphate bởi enzym mannose-1-phosphate guanylyltransferase.
Một trong các enzym từ họ hợp chất nucleootidyl-transferase, GDP-Mannose Pyrophosphorylase (GDP-MP) là một enzym phổ biến được tìm thấy trong vi khuẩn, nấm, thực vật và các loài động vật.